# Alberto Robledo Nieto
Alberto Robledo Nieto (Ciudad de México, 21 de septiembre de 1945) es un químico, físico, catedrático, académico e investigador mexicano. Se ha especializado en Física estadística, especialmente en investigaciones que involucran la descripción de transiciones de fase en materia condensada.

## Estudios y docencia
De 1963 a 1968 estudió de forma paralela las licenciaturas de ingeniería química, química y física en la Universidad Nacional Autónoma de México (UNAM). En 1975 obtuvo un doctorado en la Universidad de Saint Andrews en Escocia. Realizó estudios posdoctorales en las universidades de Oxford y Cornell, y estancias sabáticas en la Católica de Lovaina, en el Instituto Courant de Ciencias Matemáticas y en el Collège de France.
Durante más de treinta años ha impartido cátedra en la Facultad de Química, en la Facultad de Ciencias y en el Instituto de Física de la UNAM. Fue promotor y fundador del Departamento de Física Química y organizador de sus laboratorios de termofísica, simulación numérica y de fluidos complejos en el Instituto de Física de la UNAM. Obtuvo la beca Guggenheim otorgada por la John Simon Guggenheim Memorial Foundation.

## Investigador y académico
Desde 1986 es investigador del Instituto de Física de la UNAM, es investigador emérito del Sistema Nacional de Investigadores y miembro del Consejo Consultivo de Ciencias de la Presidencia de la República. Ha colaborado para la Comisión de Física Estadística de la Unión Internacional de Física Pura y Aplicada. De 1990 a 1995 fue miembro del Centro Internacional de Física Teórica de Trieste en Italia. Es miembro de la American Physical Society.
Sus líneas de investigación son la dinámica de estados caóticos incipientes en mapeos no lineales, la dinámica de vitrificación, las fluctuaciones críticas en sistemas térmicos y la transición de localización en sistemas inconmensurables. Ha realizado estudios sobre fluidos inhomogéneos, solidificación, transiciones interfaciales, microemulsiones, fluidos confinados, cristales líquidos, magnetismo, superconductividad en materiales bidimensionales, caminatas aleatorias y entropías generalizadas.

## Obras publicadas
Ha publicado más de cien trabajos de investigación en revistas nacionales e internacionales. Es editor asociado de Physica A y lo fue del Journal of Statistical Physics. Algunos de sus títulos son:
- “Global phase diagram for the wetting transition at interfaces in fluid mixtures“ en Physical Review Letters, coautor, en 1983.
- “Parallels between the dynamics at the noise-perturbed onset of chaos in logistic maps and the dynamics of glass formation” en Physical Review E, coautor, en 2005.
- “Tsallis' q index and Mori's q phase transitions at edge of chaos” en Physical Review E, coautor, en 2005.
- “Unorthodox properties of critical clusters" en Molecular Physics, en 2005.
- “Generalized Statistical Mechanics at the Onset of Chaos” en Entropy (Artículo de Revisión) (2013).

## Premios y distinciones
- Premio de Investigación en Ciencias Exactas por la Academia de la Investigación Científica.
- Premio de Ciencia y Tecnología “Manuel Noriega Morales” por la Organización de Estados Americanos (OEA).
- Premio Universidad Nacional en el área de Investigación en Ciencias Exactas por la Universidad Nacional Autónoma de México (UNAM).
- Premio Nacional de Ciencias y Artes en el área de Ciencias Físico-Matemáticas y Naturales por la Secretaría de Educación Pública (SEP) en 2008.
- Nombramiento como Investigador Nacional Emérito del Sistema Nacional de Investigadores por parte del Consejo Nacional de Ciencia y Tecnología (CONACyT) en 2014.